# Camoapa
Camoapa es un municipio del departamento de Boaco en la República de Nicaragua.

## Geografía
Camoapa se encuentra ubicado a una distancia de 115 kilómetros de la capital de Managua.
- Altitud: 536 m s. n. m.[3][4]
- Superficie: 1,483 km²
- Latitud: 12° 22′ 60″ N
- Longitud: 85° 31′ 0″ O.

### Límites
Limita al norte con los municipios de Boaco, Matiguás y Paiwas, al sur con los municipios de Cuapa y Comalapa, al este con los municipios de El Ayote y La Libertad y al oeste con los municipios de San Lorenzo y Boaco.

### Relieve
El paisaje se encuentra caracterizado por un relieve ondulado ocupado principalmente por áreas cubiertas de pastizales con árboles aislados. La vegetación arbórea se reduce a las márgenes de los ríos corriendo paralela al curso de estos.

## Historia
Camoapa es una antigua comunidad nativa americana que los españoles incorporaron en 1568 en el Corrigimiento de Sébaco y Chontales.
Tiene una larga historia que se remonta a los primeros años de la conquista española, sin embargo, de su original asentamiento solo se sabe que estuvo en la confluencia de los ríos Codorniz y Cacla, recibió su título real oficial en 1735, el cual fue destruido por indígenas zambos y mosquitos instigados por los ingleses, que obligaron a sus habitantes a refugiarse en el vecino pueblo de Comalapa en el año 1749, de donde, tres años después, en 1752, se trasladaron al lugar llamado "El Pochote", muy cerca del monolito de Cuizaltepe, cuyas ruinas se conocen como "pueblo viejo".
Pero fue en 1769 que los antiguos habitantes de Camoapa se trasladaron al lugar donde actualmente se levanta la ciudad, aunque es un pueblo pequeño, fundado el 23 de agosto de 1858, bajo el nombre de "San Francisco de Camoapan" que el 4 de marzo de 1895 fue erigida en Villa y el 2 de marzo de 1926 recibió el título de Ciudad que actualmente ostenta.

## Demografía
Camoapa tiene una población actual de 39,973 habitantes. De la población total, el 48.8% son hombres y el 51.2% son mujeres. Casi el 43.6% de la población vive en la zona urbana.

## Clima
El clima es variado, su temperatura promedio anual es de 25.2 °C, y en algunos períodos logra descender 23 °C. La precipitación pluvial alcanza desde los 1200 hasta los 2000 mm en el año, sobre todo en la parte noroeste del municipio.

## Economía
Su economía está basada principalmente en la agricultura y la ganadería. La ganadería constituye el movimiento económico más fuerte, siendo Camoapa una de las regiones ganaderas más prósperas de Nicaragua.
Otra industria importante es la artesanía del cuero, y el tejido de los sombreros de pita.

## Infraestructura

### Transporte
Tanto carreteras pavimentadas como sin pavimentar conectan a Camoapa con otras ciudades importantes del país. El transporte público está disponible para Managua y otros lugares dentro y fuera del departamento.

### Telcomunicaciones
Las telecomunicaciones son supervisadas que atiende en el municipio de Camoapa.
Los teléfonos móviles son utilizados con frecuencia por la población. Claro son la empresa de telefonía que brinda servicio de telefonía móvil en la zona.

#### Medios de comunicación
Hay varia estación de radio local que transmite en Radio Camoapa Estéreo.

## Educación
- Universidad Nacional Agraria
- Instituto Nacional de Camoapa
- Colegio San Francisco de Asís
- Escuela Agustina Miranda de Quezada
- Escuela Juan María Duarte

## Festividades
Las festividades locales son celebradas en honor al Sagrado Corazón de Jesús entre mayo y junio, a San Francisco de Asís santo patrono de la localidad el 4 de octubre, Nuestra Señora de la Medalla Milagrosa el 27 de noviembre y la celebración de La Purísima el 8 de diciembre.

## Personas destacadas
- Hernán Robleto[8]

## Hermanamientos
Tienen dos ciudades hermanadas con:
| - Arcata (Estados Unidos) | - San Justo Desvern (España) |